# Pure 19
Pure 19 (en hangul, 열아홉 순정) también conocida en español como Puros de corazón y Corazones de 19, es una serie de televisión surcoreana emitida entre 2006-2007 y protagonizada por Koo Hye Sun, Seo Ji Seok, Lee Min Woo y Lee Yoon Ji.
Fue emitida en su país de origen por KBS 1TV desde el 22 de mayo de 2006 hasta el 12 de enero de 2007, con una longitud final de 167 episodios emitidos las noches de lunes a viernes a las 20:20 (KST). Fue un éxito comercial alcanzando cuotas de 28.6% y un promedio de 24.07% de audiencia.

## Argumento
Yang Gook Hwa es una chica joven de 19 años, ella abandona Yanbian, China para ir a casarse a Corea del Sur, por lo que va buscar a Hong Woo Kyung, su futuro marido. Cuando llega a Seúl, descubre que el acaba de morir en un accidente automovilístico, por lo que decide quedarse en Corea y empezar una nueva vida con ayuda de la familia de su prometido y en particular de su sobrino, Woo Kyung, es capaz de superar las dificultades de vivir en un país extranjero.

## Sinopsis
Relación de Yoon Hoo y Gook Hwa
En un principio, Gook Hwa y Yoon Hoo se odian, Yoon Hoo desprecia su amor por el dinero y por comportarse como un patán, mientras Gook Hwa detesta la forma de comportarse de Yoon Hoo. Él le da el apodo de "chica de campo" porque encuentra su comportamiento grosero. Sin embargo, cuando Gook Hwa consigue un trabajo como secretaria de Yoon Hoo, en parte debido a su capacidad de hablar mandarín con fluidez, Yoon Hoo cae poco a poco en el amor con ella, ya que ella es capaz de hacer reír y sentirse "vivo" a través de su ingenuidad y la inocencia.
Shin Hyung es un amigo de la infancia de Yoon Hoo quien los padres de Yoon Hoo quieren que se case, se da cuenta de que el cambio en la actitud de Yoon Hoo hacia Gook Hwa, y es incómodo cuando Yoon Hoo parece estar cada vez más cerca de Gook Hwa, a pesar de su próxima fecha de la boda. Su inseguridad también se deriva de la aparente falta de compromiso con su matrimonio de Yoon Hoo.
Yoon Hoo dice Gook Hwa lo que siente por ella. Al principio ella piensa que él está borracho y rechaza sus sentimientos. Yoon Hoo dice a sus padres y Shin Hyung que él no quiere seguir adelante con la boda. Su padre lo envía a la oficina de la empresa de Singapur, junto con Shin Hyung, quien también trabaja en la misma empresa, como una manera de hacer Yoon Hoo olvide Gook Hwa y conseguir que funcione en su relación con Shin Hyung.
Gook Hwa se entera de que Yoon Hoo va a Singapur, y se da cuenta de que ella no tiene sentimientos por el. Yoon Hoo enfrenta Gook Hwa mientras está borracho, y exige saber si ella quiere que se quede. Ella niega cualquier sentimientos por Yoon Hoo. Cuando Yoon Hoo está en la espera de un aeropuerto para abordar su vuelo, Gook Hwa piensa constantemente si debería ir tras él y decirle la verdad. Ella finalmente toma una decisión y se extiende hasta el aeropuerto, lo que demuestra sus verdaderos sentimientos. Yoon Hoo la llama pero ella no contesta el teléfono. Con el tiempo se deja de hacerlo al aeropuerto antes de su vuelo, ya que ella piensa que es una locura para el funcionamiento del aeropuerto.
Ella decide llamar a Yoon Hoo, solo para descubrir que él no decidió ir a Singapur, y ha optado por dejar a su familia, incluso renunciar a sus tarjetas de crédito y coche. En el episodio 89, Yoon Hoo le grita a Gook Hwa, diciendo que "salí de mi casa para mostrar mis verdaderos sentimientos acerca de usted. ¿No puedes ser más honesto y me da un poco de coraje? Ahora, usted es el único que queda para mí! "
A pesar de las objeciones del mundo, Yoon Hoo sigue saliendo con Gook Hwa. Sin embargo, Shin Hyung está tramando vengarse de Gook Hwa, a fin de dejar de espalda a Yoon Hoo, bajo la presión del padre de Yoon Hoo, es rechazada por muchas empresas. Gook Hwa se entera de que Yoon Hoo está teniendo un tiempo difícil y decide dejarlo.
Mientras tanto, Shin Hyung da cuenta de que Gook Hwa realmente está enamorado de Yoon Hoo a través de los sacrificios que Guk Hwa ha hecho por el bien de Yoon Hoo.
Yoon Hoo lleva a Gook Hwa, que trabajó como traductor chino para él, en un viaje de negocios a la Isla de Jeju, donde una importante exposición se lleva a cabo. El padre de Yoon Hoo, Presidente Parque encuentra Gook Hwa y Yoon Hoo allí, y pronto, Yoon Hoo ha vuelto a UT como gerente de planificación en el departamento de marketing, con Gook Hwa como su secretario. Yoon Hoo también decide ayudar Gook Hwa se vuelven más sofisticados y la envía a una academia para ayudarla a prepararse para su examen de ingreso a la universidad.
Sin embargo, Soo Jeong , la exnovia de Yoon Hoo, regresa a Corea como una divorciada con su hijo de su matrimonio anterior. Soo Jeong pide la madre de Yoon Hoo lo que se iba a hacer si su hijo es hijo de Yoon Hoo. Yoon Hoo se sorprende, y Gook Hwa llega a saber acerca de la identidad de Soo Jeong. Más tarde, cuando la mentira de Soo Jeong se expone, y Yoon Hoo se propone a Gook Hwa.
Gook Hwa acepta la propuesta de Yoon Hoo, pero convence a Yoon Hoo para volver a casa, la sensación de que se han comportado imprudentemente. Yoon Hoo está de acuerdo a su petición, pero la madre de Yoon Hoo todavía se opone al matrimonio. Por otro lado, el presidente Parque decide confiar la decisión de Yoon Hoo, mientras que Yoon Ji y Gwang Hombre apoyan su decisión, así como Gook Hwa ha ganado la aceptación del Presidente Park, Yoon Ji y Gwang Young con su modestia y la bondad del corazón.
Un año más tarde, Gook Hwa está embarazada, y ha aprobado el examen de ingreso a la universidad. El espectáculo concluye con una escena de Yoon Hoo y Gook Hwa en un crucero en el Río Han, que celebra su paso de la prueba de acceso a la universidad.
Relación de Woo Kyung y Yoon Jeong
Al principio, Woo Kyung y Yoon Jeong se reúnen funeral del prometido de Gook Hwa. Esto no se inicia ninguna relación. Más tarde, Yoon Jeong (por ser un mal conductor) golpea el coche de Woo Kyung y afirma que Woo Kyung tuvo la culpa. Woo Kyung continúa para tratar de evitarla, pero Yoon Jeong le persigue. A pesar de que Woo Kyung le dice que no le interesa, pero ella le persigue todavía. Finalmente Yoon Jeong dice que ella no lo perseguirá más y ella dejará de perder el tiempo. Woo Kyung entonces comienza a perder su presencia por todas partes, por lo que comienza a perseguirla. En el episodio 95, Woo Kyung ruega Yoon Jeong no ir a la datación con Jin Soo y ella volvió a él. Esto a la larga se inicia su relación. Cuando la madre de Yoon Jeong se entera, ella se niega diciendo que Woo Kyung tiene un origen humilde y familiar. Sin embargo, el presidente Park, quien es el padre de Yoon Jeong permite el matrimonio, alegando que Woo Kyung es demasiado para ella. Según cuenta la historia, la madre de Yoon Jeong no deja Yoon Jeong se apaga después de que ella estaba muy avergonzado en el lugar público por ella y Woo Kyung. Woo Kyung va a casa de Yoon Jeong, firmemente diciendo que él no quiere Yoon Jeong para ir a más data.
Yoon Jeong entonces le pide a su hermana mayor Yoon Ji lo que lo hizo que ella podría conseguir a su madre para que la hermana mayor se case. La hermana mayor le dijo Yoon Jeong que fingió su propio embarazo. Yoon Jeong entonces finge su propio embarazo de su madre y su madre lo cree. Cuando ella finge ella, su madre dice que Woo Kyung y Yoon Jeong deben estar casados con rapidez ya que el sexo antes del matrimonio es muy malo en Corea. Woo Kyung y Yoon Jeong establecer una fecha y cuando su madre le dice Woo Kyung eso, él se pone muy enojado. Lo mismo ocurre con su madre. Yoon Jeong ruega Woo Kyung y su madre por su deshonestidad.
Cuando Woo Kyung y Yoon Jeong se casan, van en un viaje de luna de miel / negocio, porque la exposición y la luna de miel pasó a ser al mismo tiempo. Más adelante en la historia, se entera de que Yoon Jeong en realidad se quedó embarazada de Woo Kyung después de su luna de miel. Una broma recurrente en este momento es Yoon Jeong pidiendo algo de Woo Kyung, él va a por ella, y entonces ella le dice que ella quiere algo más en su lugar. Un poco más tarde en la historia, también se entera de que Yoon Jeong es en realidad va a tener mellizos. En el episodio final, verá los gemelos nacidos después del lapso de tiempo.
Más tarde, en la parte, cuando el Sr. Hong, el abuelo se derrumba, Woo Kyung decidió heredar la sastrería de su abuelo. Además, heredando la sastrería de su abuelo era lo que realmente quería hacer. La madre de Woo Kyung se opone a su plan, recordando el hecho de hace 10 años. Sin embargo, Woo Kyung persigue su plan, con sus nuevas ideas de negocio. Un año más tarde, la sastrería de Woo Kyung se hizo famoso en todo el país, se ganó su fama de gran sastre. Woo Kyung ganó mucho dinero, sin embargo, mantiene su personalidad original. Yoon Jeong se convirtió en madre de un niño y una niña gemelos, que todavía mantiene sus características brillantes.

## Reparto

### Principal
- Koo Hye Sun como Yang Gook Hwa:

Audaz, valiente, alegre, chica lista. Finalmente atrae Yoon Hoo, a continuación, los miembros de su familia con su despreocupación tierna y modestia. Se casa con Yoon Hoo en el episodio 160. Hacia el final, ella se queda embarazada y pasa el examen de ingreso a la universidad.
- Seo Ji Seok como Park Yoon Hoo:

Elegante y atractivo, sin embargo, el frío y estricto. Su personalidad fría le ha valido el apodo de "hombre de hielo" entre sus compañeros de trabajo. Su personalidad tiene un cambio de medida que se desarrolla su relación con Gook Hwa, hasta que finalmente se enamora de ella.
- Lee Min Woo como Hong Woo Kyung:

Es una persona inteligente y con principios. Heredó la sastrería de su abuelo, y lo hizo famoso en toda Corea. Con el tiempo se enamora de Yoon Jeong y se casa con ella.
- Lee Yoon Ji como Park Yoon Jeong:

Es la hermana menor de Yoon Hoo, es frívola, alborotadora, egoísta y desconsiderada, está obsesionada con joyas y tiendas. Sin embargo, ella es tierna y se niega a casarse solo por conveniencia. Se hizo más brillante y más madura después de casarse con Woo Kyung.

### Secundario
- Chu So Young como Kang Shin Hyung:

Su familia es un amigo de la familia de Yoon Hoo de. Sus padres han fallecido, los médicos conocidos. Su hermano es un cirujano. Shin Hyung quiere Yoon Hoo para ella y él se burla de languideciendo por su exnovia y más tarde para involucrarse con Gook Hwa.
- Jo Jeong Rin como Hong Woo Sook:

Es la hermana menor de Woo Kyung. Desarrolla su relación con el hermano de Shin Hyung. Parece tener baja autoestima debido a su constitución robusta.
- Kang Nam Gil como Hong Moon Goo:

Es el padre de Woo Sook.
- Kim Mi Kyung como Kim Ok Geum:

Es la madre de Woo Sook, se define como una mujer comprensiva, sin embargo, una vez que estalla, nadie puede detenerla. Ella es más estricta que la de su marido en el trato con sus hijos y Gook Hwa, y más tarde se pone furioso cuando su viejo rival Choi Hye Sook se involucra con la familia.
- Shin Goo como Hong Young Gam:

Es el abuelo de Woo Kyung y Woo Sook, patriarca de la familia Hong como una persona joven de mente, misericordiosos con característica romántica. Alienta y asesora Woo Kyung, Yoon Jeong, Yoon Hoo, y Gook Hwa en los tiempos difíciles, sobre la base de su experiencia y sentimientos durante sus 20 años como un viudo. Bueno en hacer que la gente se siente impresionado por sus discursos o acciones.
- Lee Hye Sook como Choi Hye Sook:

Es la abuela de Woo Kyung y Woo Sook, adicionalmente Es amigo desde la secundaria de Ok Geum. Ella es buena en marcando el temperamento de Ok Geum y haciendo sorprendió personas. Anteriormente fue rico, pero parece haber perdido la riqueza. Ella se involucra con el viejo Young Gam, viéndolo como el padre que nunca tuvo, y con el tiempo su relación se convierte en el amor romántico. Se casa viejo Young Gam, muy a pesar de Ok Geum, pero ella es finalmente aceptada.
- Kang Seok Woo como Hong Poong Goo:

Es el tío de Woo Sook y Woo Kyung, adicionalmente es cantante y viejo amigo de Hye Sook, en un momento rivaliza con su propio padre por ella. Desarrolla su relación con Pal Ja.
- Jo Mi Ryung como Na Pal Ja:

Está obsesionada con Poong Goo y es la propietaria de la tienda de flores.
- Lee Han-wi como Ko Dal-soo:

Es la asistente del Sr. Hong, esta siempre dispuesto a ayudar.
- Yoon Yoo Seon como Park Yoon Ji:

Es la hermana mayor de Yoon Hoo y la mayor de los hermanos, distanciados de la familia debido a matrimonio con Gwang Man. Al principio, se opone al plan de Gwang Hombre para convertirse en un cocinero, sin embargo, lo apoya más tarde.
- Ahn Jeong Hoon como Ko Gwang Man:

Es el marido Yoon Ji, se entregó de un vendedor de coches pobre como un gran cocinero, heredó cocinar de la academia de Myeong Hye, donde descubrió sus talentos e intereses en la cocina.
- Yoon Yeo Jeong como Yoon Myeong Hye:

Es la madre de Yoon Hoo. Se define como una persona hipócrita, tiene un programa de cocina en la televisión, pero tiene una criada para cocinar para su familia en casa. Se opone con frecuencia el matrimonio de sus hijos. Sin embargo, su personalidad cambió eventual después de reunirse Woo Kyung y Gook Hwa.
- Han Jin Hee como Presidente Park Dong Gook:

Es el padre de Yoon Hoo, es definido como una persona Estricta y de principios. No le gusta la característica hipócrita de Myeong Hye, tampoco es feliz con las opciones de los compañeros de sus hijos.
- Go Eun Mi como Soo Jeong:

Fue la exnovia de Yoon Hoo, en un momento pone a la relación de Yoon Hoo y Gook Hwa en peligro.

## Emisión internacional
- Estados Unidos: AZN Television.
- Taiwán: GTV 27.